# Гора Коробейникова
Гора Коробейникова — деревня в Алапаевском районе Свердловской области России, входящая в состав Махнёвского муниципального образования.

## Географическое положение
Деревня Гора Коробейникова расположена в 65 километрах (по автотрассе в 88 километрах) к северу от города Алапаевска, на правом берегу реки Нырьи (правый приток реки Тагил). В  1,5 километрах к югу расположен остановочный пункт 177 км Свердловской железной дороги.

## Население
| 2002 | 2010 |
| ---- | ---- |
| 24   | ↘13  |